# Tenacious D (албум)
„Tenacious D“ е първият студиен албум на американската рок-група Tenacious D. Основните теми, които се залагат са употребата на канабис, сексуалното сношение и анархията.

## Критика
Критиците имат смесени чувства относно този албум. „Entertainment Weekly“ го описва като „забавен“, и „не просто поредния комедиен албум.“. „Allmusic“ казва, че „има твърд рок звук“. „Splendid magazine“ казва, че „Tenacious D“, „Като забавление Tenacious D успява изключително добре – но само за няколко прослушвания“ и споделят, че албумът няма кой знае какъв потенциал. „Flak Magazine“ критикува бандата, че „скечовете“, които са между песните, са разсейващи.

## Списък с песни
1. „Kielbasa“ 3:02
2. „One Note Song“ 1:24
3. „Tribute“ 4:08
4. „Wonderboy“ 4:07
5. „Hard Fucking“ 0:36
6. „Fuck Her Gently“ 2:03
7. „Explosivo“ 1:56
8. „Dio“ 1:41
9. „Inward Singing“ 2:13
10. „Kyle Quit the Band“ 1:30
11. „The Road“ 2:20
12. „Cock Pushups“ 0:47
13. „Lee“ 1:02
14. „Friendship Test“ 1:31
15. „Friendship“ 2:00
16. „Karate Schnitzel“ 0:37
17. „Karate“ 1:05
18. „Rock Your Socks“ 3:33
19. „Drive-Thru“ 3:01
20. „Double Team“ 3:11
21. „City Hall“ 9:03